# UNIS Wien
UNIS Wien (United Nations Information Service Vienna), vollständig auch bezeichnet als Informationsdienst der Vereinten Nationen Wien, ist Teil eines weltumspannenden Netzwerks aus 63 Informationszentren der Vereinten Nationen von Accra bis Yaoundé, die Teil der Hauptabteilung Presse und Information (DPI) sind. Ihr gemeinsames Ziel ist es, die Aktivitäten und Anliegen der Organisation der Öffentlichkeit zu vermitteln und damit Hilfestellung zu leisten, um die wesentlichen Aufgaben der Vereinten Nationen zu erfüllen.

## Führungen und Vorträge
UNIS Wien betreibt den Besucherdienst im Internationalen Zentrum Wien (VIC), wo sich einer der vier Hauptsitze der Vereinten Nationen – gemeinsam mit New York, Genf und Nairobi – befindet. Der Besucherdienst organisiert Vorträge von UNO-Mitarbeitern über die Vereinten Nationen (allgemeiner Überblick) und über die Arbeit der in Wien ansässigen Organisationen.

## Medienakkreditierung
UNIS Wien stellt jedes Jahr Akkreditierungen für Medienrepräsentanten aus, die über Themen des UNO-Systems berichten. Journalisten, die bei der UNO akkreditiert sind, erhalten Zugang zum Internationalen Zentrum Wien (VIC), aktuelle Informationen zur UNO in Wien und darüber hinaus sowie Einladungen zu Veranstaltungen und Pressekonferenzen im VIC und anderes mehr.

## Verbindung zur Zivilgesellschaft
Über 1500 zivilgesellschaftliche Organisationen mit ausgeprägten Informationsprogrammen sind mit der UNO-Hauptabteilung Presse und Information assoziiert und verbinden die UNO mit Menschen auf der ganzen Welt. Der NGO-Verbindungsdienst unterhält eine Verteilerliste mit 400 lokalen Vertretern nichtstaatlicher Organisationen, Forschungseinrichtungen, politischen Denkfabriken und zivilgesellschaftlichen Initiativen.

## Publikationen und Informationsprodukte
UNIS Wien veröffentlicht eine Vielzahl an Informationsprodukten über die Vereinten Nationen und aktuelle internationale Themen, darunter deutsche, slowakische, slowenische und ungarische Sprachversionen von Pressemitteilungen, Hintergrundinformationen und Erklärungen des UNO-Generalsekretärs sowie Informationen über die Arbeit der Organisationen in Wien in englischer und anderen Sprachen.

## Bibliothek/Unterstützung beim Quellennachweis
Die UNIS-Bibliothek besitzt eine große Sammlung von Informationen aus dem gesamten System der Vereinten Nationen. Referenzdokumente, Resolutionen des Sicherheitsrates, die jüngsten Verkaufskataloge, aktuelle UNO-Berichte und vieles mehr sind in der Bibliothek vorhanden, darunter UNO-Poster und Informationsblätter zu einer Vielzahl von Themen. Die Referenzbibliothek des Informationsdienstes der Vereinten Nationen in Wien ist für Besucher, Journalisten, Studenten (nach Voranmeldung) und allen UNO-Mitarbeitern zugänglich. Eine große Anzahl von Referenzmaterialien zu allen Aspekten des UNO-Systems ist abrufbar, insbesondere zu Themen der in Wien ansässigen Büros für Drogenkontrolle, Verbrechensvorbeugung und Weltraumfragen. Es besteht auch die Möglichkeit, eine große Anzahl kostenfreier Informationsmaterialien wie Informationsblätter, Berichte und Poster mitzunehmen. Die Bibliothek bietet darüber hinaus kostenfreie Verkaufskataloge in begrenzter Auflage an. Die UNIS-Bibliothek kann auch bei der Suche nach UNO-Dokumenten helfen.